# Ancien casino d'Hendaye
L'ancien casino de la ville d'Hendaye, également connu sous le nom de résidence Croisière, est un bâtiment construit par Alphonse Bertrand en 1884 en pierre de taille dans un style mauresque, orientaliste, typique de l'architecture des villes d'eau de l'époque comme le casino Mauresque d'Arcachon. Il possède quatre tours aux quatre angles, moins visibles depuis la reconstruction de 1994. 

## Histoire
Il a été construit en 1884 par Alphonse Bertrand, également auteur de la Villa Belza à Biarritz, afin d'y abriter un établissement de bains et un casino dans le cadre du développement touristique d'Hendaye.
Il constitue avec le rond-point du Palmier et l'hôtel Continental, l'épicentre du plan général d'aménagement élaboré par la Société civile immobilière d'Hendaye-Plage en 1881.

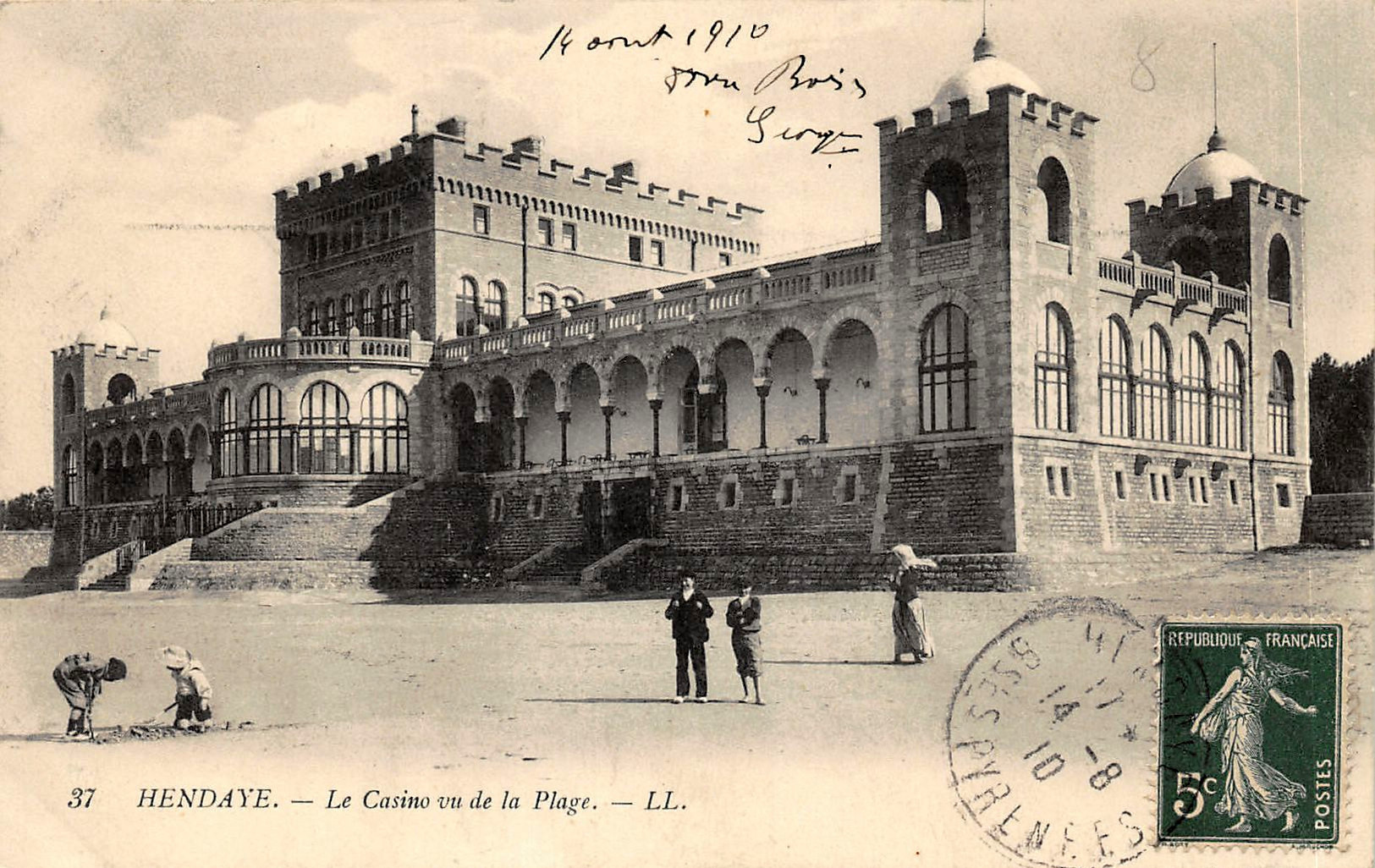
Le casino d'Hendaye vers 1900-1920

L'établissement de bains se trouve en sous-sol.
Pendant la Première Guerre mondiale, il a servi d'hôpital. En septembre 1914, le bâtiment est mis à la disposition de l'administration militaire et aménagé pour accueillir des blessés.
Les tempêtes successives en 1942-1943 puis en 1946 ont détruit les hémicycles latéraux, la rotonde, la galerie et les deux tours côté océan.
Il a servi de casino jusqu'en 1980 et abrite depuis 1990 une résidence de standing et une galerie marchande réalisés par l'architecte Thierry Douarche. Deux des tours latérales, la tour centrale et les colonnes en fonte du bâtiment d'origine ont été conservées et restaurées. 

## Randonnées
Le casino est le point de départ du GR10.